# Carleton (Carlisle)
Carleton – przysiółek w Anglii, w Kumbrii. W latach 1870–1872 osada liczyła 181 mieszkańców.